# Ischnotoma (Icriomastax) zikani
Ischnotoma (Icriomastax) zikani is een tweevleugelige uit de familie langpootmuggen (Tipulidae). De soort komt voor in het Neotropisch gebied.